# Subsecretaría de Obras Públicas de Chile
La Subsecretaría de Obras Públicas de Chile (Subop) es la subsecretaría de Estado dependiente del Ministerio de Obras Públicas (MOP), y responsable de colaborar directamente con este en la ejecución y articulación de políticas públicas de infraestructura y recursos hídricos. Desde el 6 de noviembre de 2024 ejerce el cargo de subsecretario, Danilo Núñez Izquierdo, actuando bajo el gobierno de Gabriel Boric.
Además es quien provee servicios de administración transversal
al ministerio, propiciando la coordinación, los espacios de colaboración y un clima laboral de excelencia, a través de sus atribuciones específicas en materias de: asesoría jurídica para la generación de proyectos de ley y asesoría territorial para el seguimiento de los compromisos de la autoridad, la Inversión MOP, fiscalización de obras y coordinación Seremis; comunicaciones internas y externas; políticas, planes y programas en el ámbito de la gestión de los recursos humanos y bienestar a nivel MOP; política y gestión del gasto corriente; Abastecimiento de Bienes y Servicios y planificación y control de gestión estratégica, de tal forma de alinear a sus servicios dependientes bajo directrices comunes.

## Subsecretarios
| Retrato             | Subsecretario                       | Partido | Inicio                   | Final                    | Presidente                 |
| ------------------- | ----------------------------------- | ------- | ------------------------ | ------------------------ | -------------------------- |
|                     | Carlos Diemer Johannsen             | PR      | 1947                     | 1948                     | Gabriel González Videla    |
|                     | Guillermo Ríos Mackenna             | PL      | 3 de noviembre de 1958   | 3 de noviembre de 1964   | Jorge Alessandri Rodríguez |
|                     | Carlos Valenzuela Ramírez           | Ind.    | 3 de noviembre de 1964   | 3 de noviembre de 1970   | Eduardo Frei Montalva      |
|                     | Roberto Cuéllar Bermal              | API     | 3 de noviembre de 1970   | agosto de 1973           | Salvador Allende Gossens   |
|                     | Juan Facuse Heresi                  |         | agosto de 1973           | 11 de septiembre de 1973 | Salvador Allende Gossens   |
|                     | Guillermo Navarro Vicencio          | Ind.    | 12 de septiembre de 1973 | ?                        | Augusto Pinochet Ugarte    |
|                     | Simón Figueroa Martínez             | Ind.    | ?                        | 2 de enero de 1981       | Augusto Pinochet Ugarte    |
|                     | Fernando Alberto Hormazábal Gajardo | Ind.    | 2 de enero de 1981       | 1984                     | Augusto Pinochet Ugarte    |
|                     | Hernán Jorge Abad Cid               | Militar | 1984                     | 17 de diciembre de 1986  | Augusto Pinochet Ugarte    |
|                     | Patricio Ramón Díaz Araneda         | Militar | 17 de diciembre de 1986  | 15 de diciembre de 1987  | Augusto Pinochet Ugarte    |
|                     | Germán Leonel García Arriagada      | Militar | 15 de diciembre de 1987  | 11 de marzo de 1990      | Augusto Pinochet Ugarte    |
|                     | Juan Enrique Miquel Muñoz           | PS      | 11 de marzo de 1990      | 11 de marzo de 1994      | Patricio Aylwin Azócar     |
|                     | Germán Quintana Peña                | PDC     | 11 de marzo de 1994      | 1996                     | Eduardo Frei Ruiz-Tagle    |
|                     | Guillermo Pickering de la Fuente    | PDC     | 1996                     | 1999                     | Eduardo Frei Ruiz-Tagle    |
|                     | Juan Carlos Latorre Carmona         | PDC     | 1 de marzo de 1999       | 11 de marzo de 2000      | Eduardo Frei Ruiz-Tagle    |
| 11 de marzo de 2000 | Juan Carlos Latorre Carmona         | PDC     | 30 de junio de 2003      | Ricardo Lagos Escobar    |                            |
|                     | Clemente Pérez Errázuriz            | PDC     | 2003                     | Ricardo Lagos Escobar    | 2005                       |
|                     | Pablo Piñera Echenique              | PDC     | 2005                     | Ricardo Lagos Escobar    | 11 de marzo de 2006        |
|                     | Juan Eduardo Saldivia Medina        | PDC     | 11 de marzo de 2006      | 11 de marzo de 2010      | Michelle Bachelet Jeria    |
|                     | Loreto Silva Rojas                  | Ind.    | 11 de marzo de 2010      | 5 de noviembre de 2012   | Sebastián Piñera Echenique |
|                     | Lucas Palacios Covarrubias          | UDI     | 12 de noviembre de 2012  | 11 de marzo de 2014      | Sebastián Piñera Echenique |
|                     | Sergio Galilea Ocón                 | PPD     | 11 de marzo de 2014      | 11 de marzo de 2018      | Michelle Bachelet Jeria    |
|                     | Lucas Palacios Covarrubias          | UDI     | 11 de marzo de 2018      | 28 de octubre de 2019    | Sebastián Piñera Echenique |
|                     | Cristóbal Leturia Infante           | Ind.    | 27 de noviembre de 2019  | 11 de marzo de 2022      | Sebastián Piñera Echenique |
|                     | José Herrera Chavarría              | Ind.    | 11 de marzo de 2022      | 6 de noviembre de 2024   | Gabriel Boric Font         |
|                     | Danilo Núñez Izquierdo              | PS      | 6 de noviembre de 2024   | En el cargo              | Gabriel Boric Font         |

## SReferencias
1. ↑  Dipres. «Ley de presupuestos del sector público Año 2018» (PDF). Consultado el 6 de mayo de 2018.
2. ↑  «Gobierno de Chile: Ministerio de Obras Públicas». www.gob.cl. 2021. Consultado el 24 de enero de 2022.
3. ↑  Subsecretaría de Obras Públicas (2010). «Balance de gestión integral Año 2010». www.dipres.gob.cl (PDF). Consultado el 5 de noviembre de 2021.
4. ↑  «Subsecretario Latorre renunció por petición del Presidente Lagos». Cooperativa.cl. 30 de junio de 2012. Consultado el 16 de julio de 2012.
5. ↑  «Loreto Silva es la primera mujer que lidera Obras Públicas en 125 años de historia ministerial». La Nación. 5 de noviembre de 2012. Archivado desde el original el 10 de noviembre de 2012. Consultado el 9 de noviembre de 2012.
6. ↑  «Piñera oficializa nombramiento de nuevos subsecretarios, intendentes y gobernadores». Emol. 12 de noviembre de 2012. Consultado el 12 de noviembre de 2012.
7. ↑  «No alcanzó a asumir: Futuro subsecretario de Obras Públicas declinó al cargo». Radio Cooperativa. Consultado el 22 de febrero de 2022.

- Datos: Q6134946